# Ardea cocoi
Ardea cocoi este o specie de pasăre cu picioare lungi din familia stârcilor Ardeidae întâlnită în America de Sud. Are un penaj predominant gri deschis, cu o creastă gri mai închis. Carnivor, vânează pești și crustacee în ape puțin adânci.

## Taxonomie și evoluție
Stârcul cocoi a fost descris inițial de Carl Linnaeus în cea de-a 12-a ediție din 1766 a Systema Naturae. Originea numelui speciei este necunoscută, dar poate fi legată de numele comun din Chile, cuca, care la rândul său denotă strigătul păsării.
Împreună cu stârcul cenușiu și cu stârcul cu umeri negri formează o superspecie, toate aceste specii prezentând o morfologie scheletică similară.

## Distribuție și habitat
Stârcul cocoi se întâlnește în cea mai mare parte a Americii de Sud, cu excepția Anzilor și a unor părți din Argentina. Este originar din Argentina, Panama, Surinam, Columbia, Venezuela, Bolivia, Brazilia, Chile, Ecuador, Guyana Franceză, Guyana, Paraguay, Peru și Uruguay. În general, stârcul cocoi este foarte răspândit și se răspândește din America Centrală până la țărmurile continentului din Strâmtoarea Magellan, dar este rar întâlnit mai la sud de Chubut în Argentina. Are o arie de răspândire estimată la 20600000 km2. Locuiește în părțile mai umede ale Chaco și se întâlnește rar în Insulele Falkland, Sfânta Elena, Insula Ascension și Tristan da Cunha.
Este un vizitator regulat, în afara perioadei de reproducere, în Trinidad și Tobago. Habitatul cuprinde aproape orice corp de apă sau zonă umedă departe de pădurea densă, inclusiv malurile lacurilor, mlaștini, râuri și estuare. În Insulele Falkland, habitatul pare să cuprindă cursuri de apă mici. Într-un studiu efectuat pe râul Parana, s-a constatat că apa cu vegetație acvatică este cea mai preferată, urmată de apele deschise, cea mai scăzută preferință fiind pentru plaje. Acest stârc se găsește la altitudini de până la 2550 m deasupra nivelului mării.

## Galerie

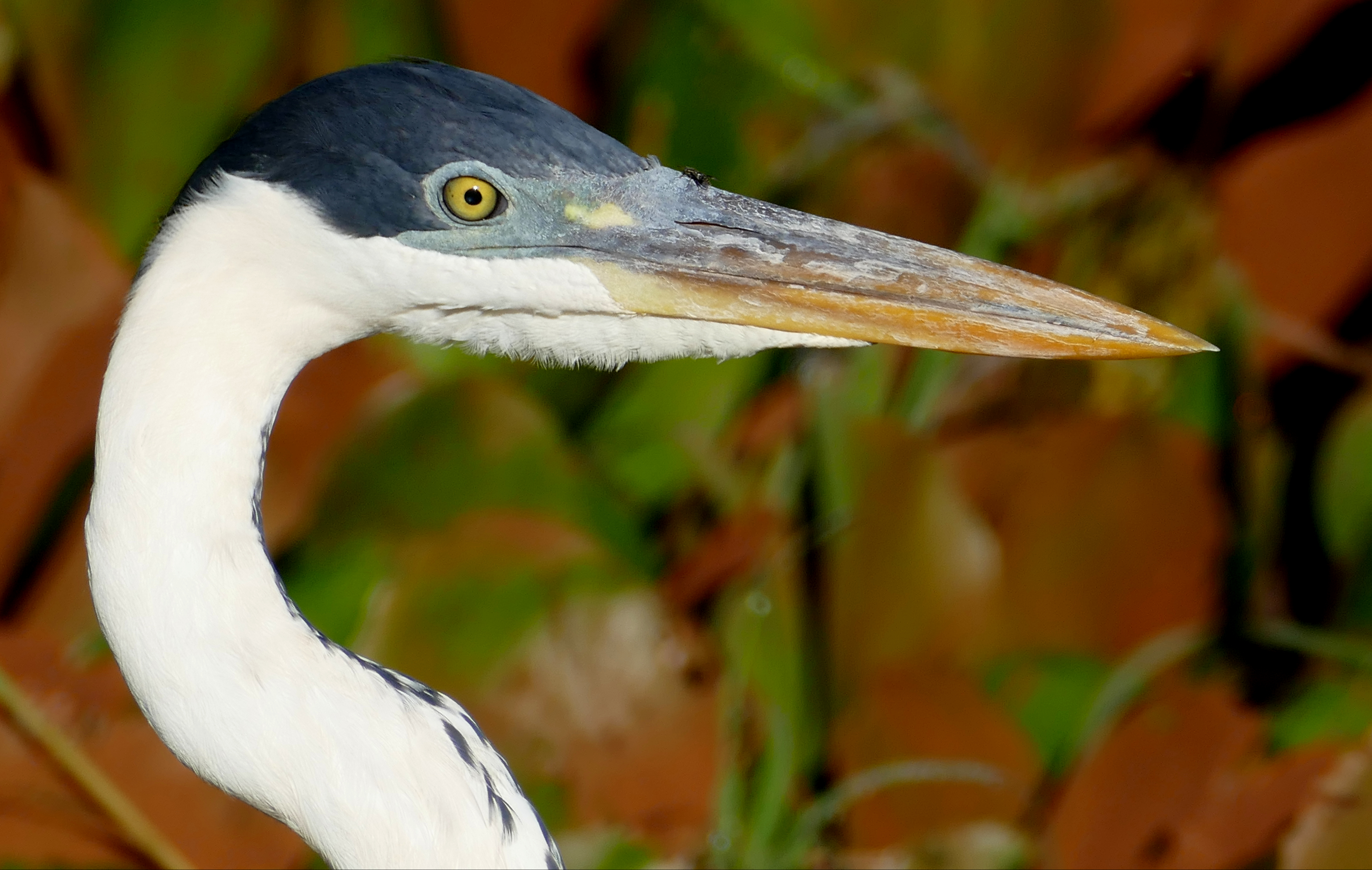
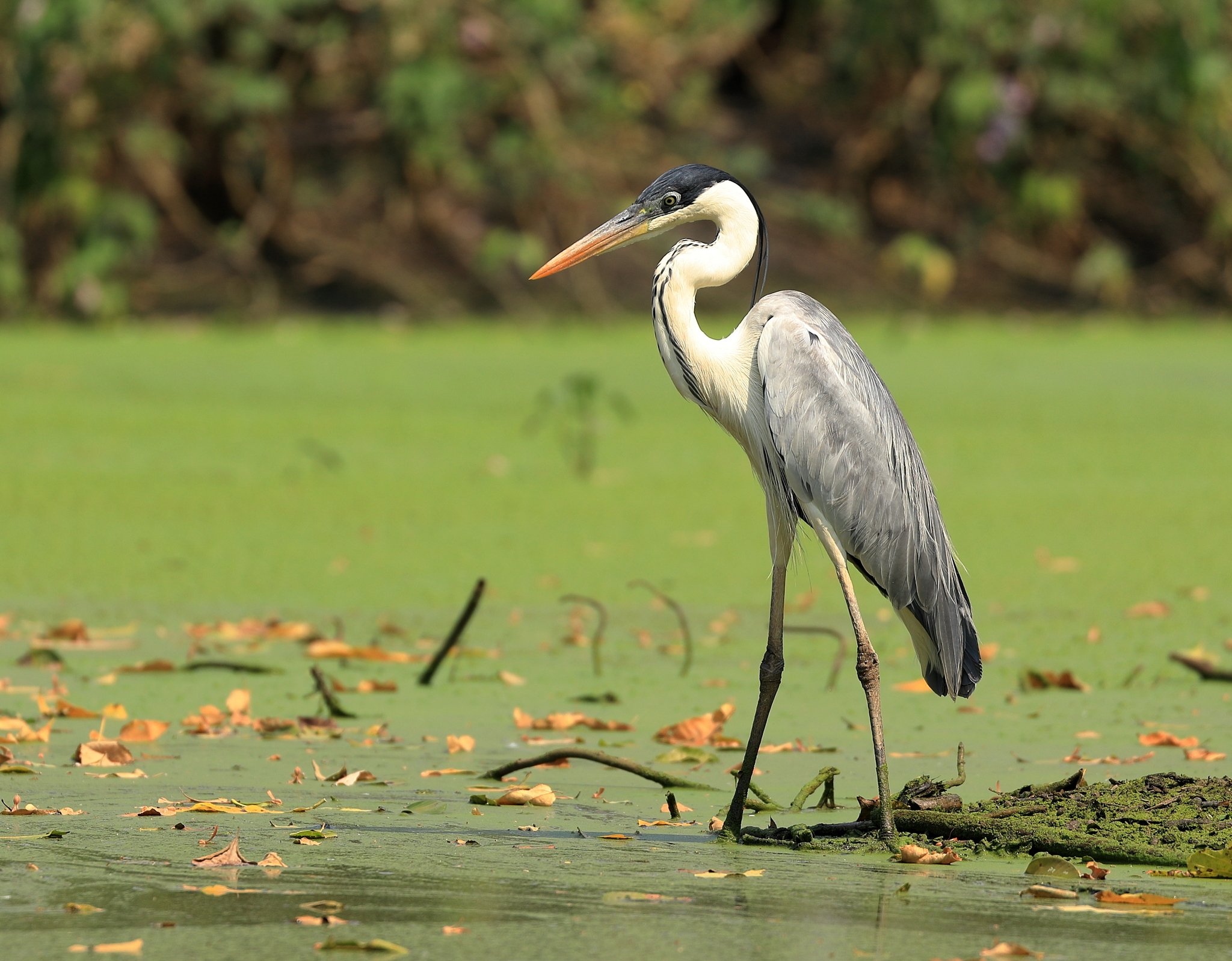
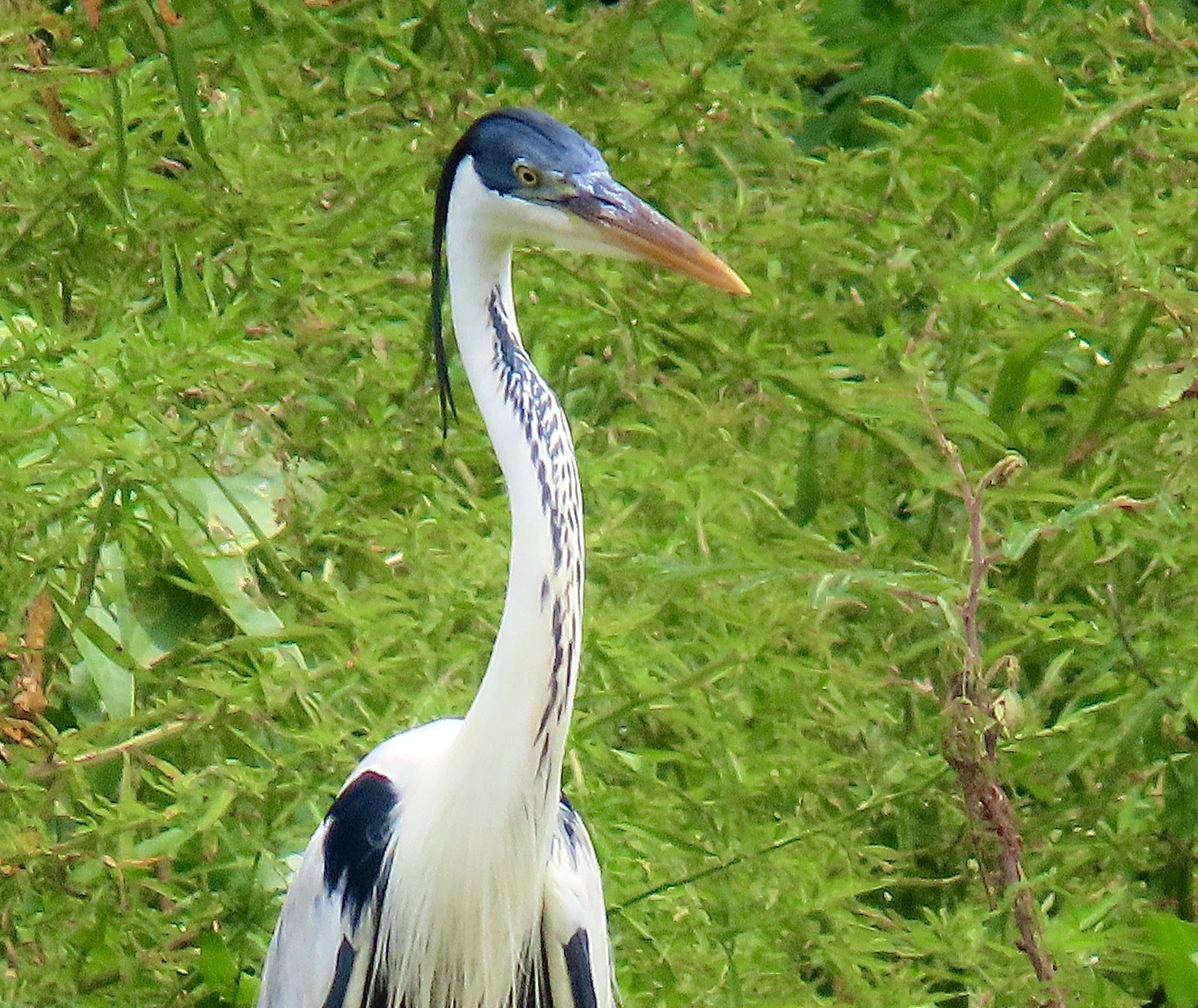
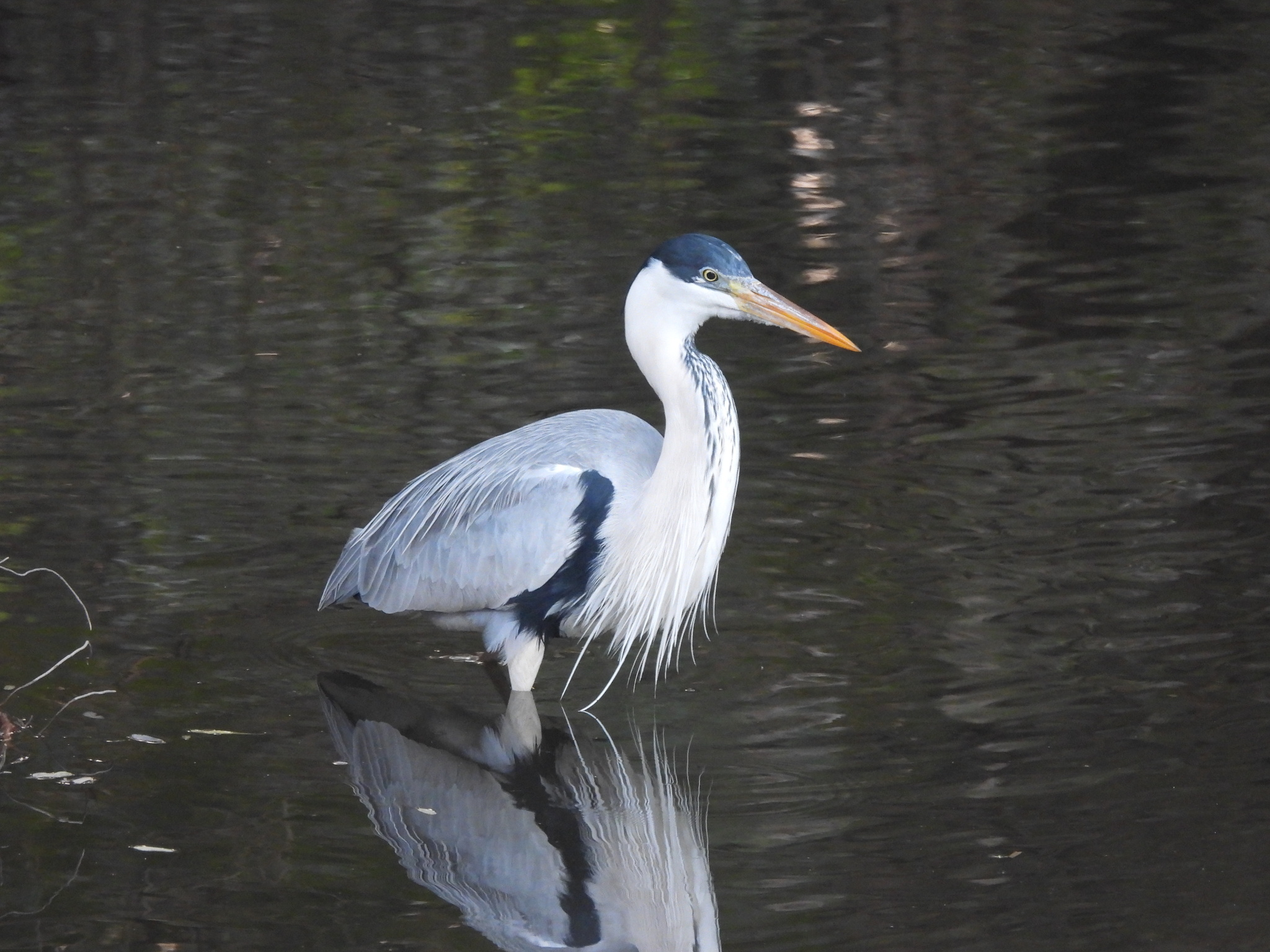